# Kabul skønhed
Kabul skønhed er en dansk oplysningsfilm fra 2005, der er instrueret af Erna Andersen og Esben Hansen.

## Handling
Kvindelige iværksættere i et mandsdomineret samfund? Filmen afslører en kvindeverden, som klarer sig fint trods svære odds mod sig. Er det fordi der ved ske en positiv udvikling for kvinderne i Afghanistan, eller er det fordi skønhedssalonen gør kvinder smukke til et forestående bryllup med stor prestige for både mand og kvinde, og deres familier?